# Harold Demsetz

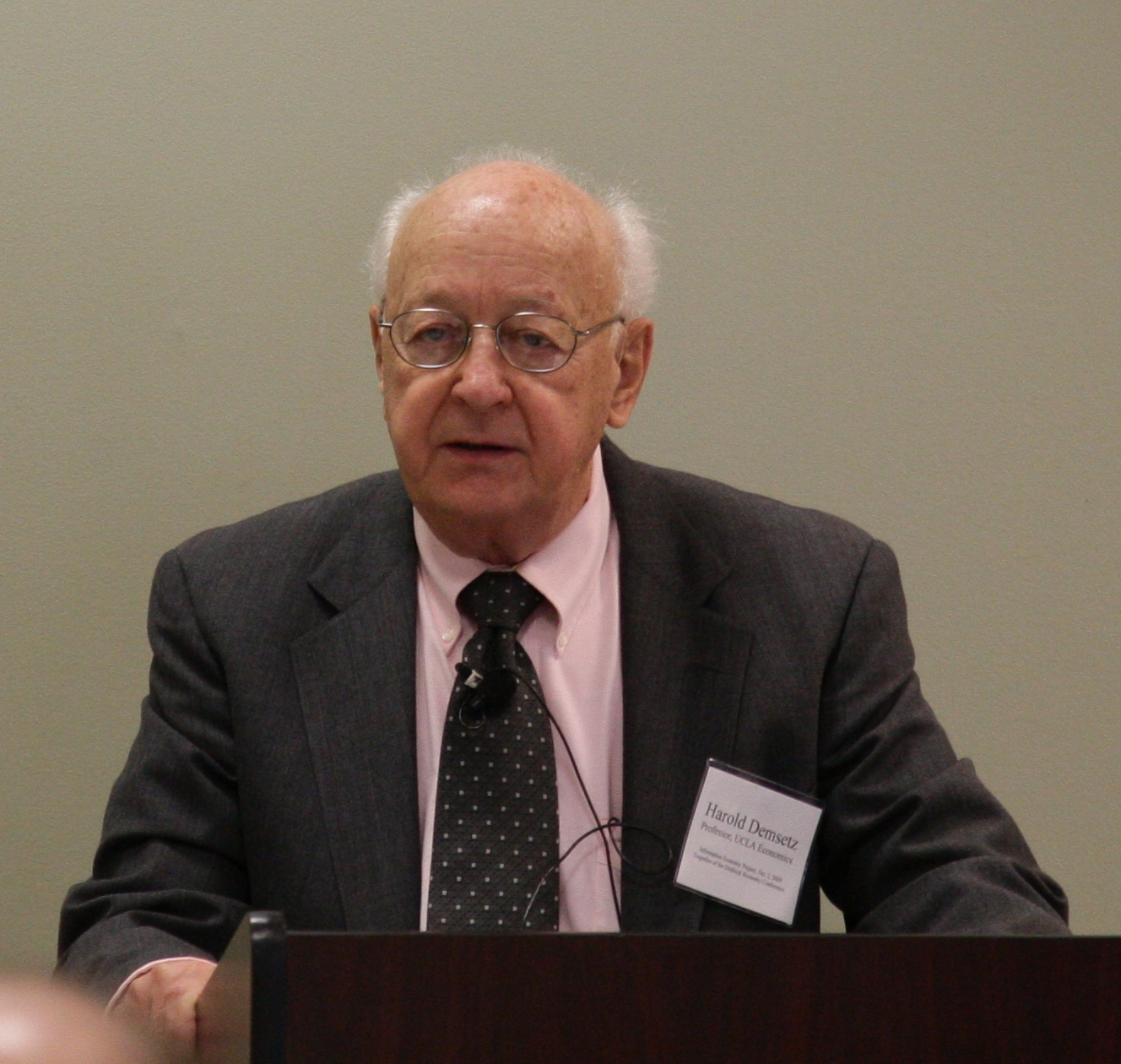
Harold Demsetz (2009)

Harold Demsetz (* 31. Mai 1930 in Chicago, Illinois; † 4. Januar 2019) war ein US-amerikanischer Ökonom, der der Chicagoer Schule zugeordnet wird.
1991 wurde er in die American Academy of Arts and Sciences gewählt.

## Leben
Demsetz formulierte den sogenannten Nirwana-Vorwurf (deutsch auch „Nirwana“-Vorwurf) gegen den Vergleich realistischer institutioneller Arrangements mit idealen, modellhaften Institutionen, etwa dem Modell der vollkommenen Konkurrenz oder dem eines wohlfahrtmaximierenden staatlichen Planers.
Darüber hinaus legte Demsetz in der Regulierungstheorie die formalen Grundsteine für eine zeitweise Versteigerung von natürlichen Monopolen. Seine Arbeiten können als frühe Ansätze der Theorie der bestreitbaren Märkte angesehen werden.
Demsetz hat darüber hinaus die Änderung der Eigentumsrechte (siehe auch die Theorie der Verfügungsrechte) im Laufe der Geschichte untersucht und kam dabei zu der These: Es tritt immer eine Änderung der Eigentumsrechte ein, wenn es zu einer Veränderung der Kosten-/Nutzenmöglichkeiten kommt.
Er hat dies am Beispiel der Labrador-Indianer modelliert. Diese hatten ihre angestammten Jagdgebiete, die aber anfänglich nicht weiter aufgeteilt waren. Als dann der Pelzhandel die Insel erreichte, wurden die Jagdgebiete aufgeteilt. Demsetz führte dies auf das Interesse an weiterer Spezifikation der Eigentumsrechte zurück. Dies sei entstanden, da die hohe Gewinnerwartung für die Jagd auf Pelztiere zur Gefahr einer Übernutzung gemeinschaftlichen Eigentums führte. Durch die Ausweisung individueller Eigentumsrechte sei dieser Gefahr begegnet worden.